# Ostkirchenkunde
Die Ostkirchenkunde ist eine theologische Disziplin, die sich mit Glauben, Gottesdienst (Liturgie), Verfassung, Frömmigkeit, religiöser Kunst und Literatur der Ostkirchen verschiedener Konfessionen in Geschichte und Gegenwart befasst. Sie unterscheidet sich von der Byzantinistik, Slawistik, Wissenschaft vom Christlichen Orient
und ähnlichen Fächern besonders dadurch, dass sie sich auf das Religiöse konzentriert und zum Beispiel philologische und allgemeinhistorische Fragen nicht eigenständig bearbeitet.

## Einrichtungen (Auswahl)

### Eigenständige Forschungsinstitute und -gesellschaften
- Ostkirchliches Institut Regensburg
- Stiftung Pro Oriente, Wien
- Ostkirchliches Institut an der Universität Würzburg[1]
- Ostkirchliches Zentrum Erlangen-Nürnberg-Bamberg[2]
- Päpstliches Orientalisches Institut, Rom
- Centre of Eastern Christian Studies, Trumau, Österreich[3]
- Instituut voor Oosters Christendom (IVOC), Nijmegen[4]
- Gesellschaft zum Studium des christlichen Ostens[5]

### Lehrstühle bzw. Arbeitsbereiche an theologischen Fakultäten
- Georg-August-Universität Göttingen, Theologische Fakultät, Lehrstuhl für Ökumenische Theologie unter besonderer Berücksichtigung des Orthodoxen Christentums und seiner globalen Wirkung in Geschichte und Gegenwart
- Universität Marburg, Fachbereich Evangelische Theologie, Arbeitsgebiet Ostkirchengeschichte[6]
- Freie Universität Amsterdam, Theologische Fakultät, Institute For Academic Study of Eastern Christianity[7]
- Humboldt-Universität zu Berlin, Theologische Fakultät, Lehrstuhl für Kirchen- und Konfessionskunde unter besonderer Berücksichtigung der Ostkirchenkunde[8].
- Katholische Universität Eichstätt-Ingolstadt, Theologische Fakultät, Stiftungsprofessur Prinz Max von Sachsen für Theologie des Christlichen Ostens[9]
- Universität Erfurt, Theologische Fakultät, Lehrstuhl für Alte Kirchengeschichte, Patrologie und Ostkirchenkunde[10].
- Friedrich-Alexander-Universität Erlangen-Nürnberg, Theologische Fakultät, Professur für Geschichte und Theologie des christlichen Ostens[11]
- Karl-Franzens-Universität Graz, Katholisch-Theologische Fakultät, Institut für Ökumenische Theologie, Ostkirchliche Orthodoxie und Patrologie[12]
- Martin-Luther-Universität Halle-Wittenberg, Theologische Fakultät, Seminar für Ostkirchenkunde[13]
- Universität London, Heythrop College, Centre for Eastern Christianity[14]
- Universität Münster, Katholisch-Theologische Fakultät, Ökumenisches Institut, Abteilung II: Ökumenik, Ostkirchenkunde und Friedensforschung[15]
- Karls-Universität Prag, Fakultät für Hussitische Theologie, Institut für östliches Christentum (Ústav východního křesťanství)[16]
- Universität Wien, Katholisch-Theologische Fakultät, Fachbereich Theologie und Geschichte des christlichen Ostens[17]

Ferner sind alle Forschungs- und Ausbildungsstätten für orthodoxe Theologie zu nennen, z. B.
- Ausbildungseinrichtung für Orthodoxe Theologie der Universität München
- Universität Erfurt, Professur Kulturgeschichte des Orthodoxen Christentums[18]

### Institutionen zur Erforschung des orientalischen Christentums
- CEDRAC (Centre de documentation et de recherches arabes chrétiennes)
- University of Oxford, Faculty of Oriental Studies, Department of Eastern Christianity[19]
- Katholische Universität Eichstätt-Ingolstadt, Theologische Fakultät, Forschungsstelle Christlicher Orient[20]
- Georg-August-Universität Göttingen, Theologische Fakultät, Lehrstuhl für Ökumenische Theologie und Orientalische Kirchen- und Missionsgeschichte[21]
- Martin-Luther-Universität Halle-Wittenberg, Orientalisches Institut, Seminar für Christlichen Orient und Byzanz[22]

### Monographien
- Karl Christian Felmy: Warum und zu welchem Behufe treiben wir Ostkirchenkunde? Universität Erfurt, Erfurt 2003, (Erfurter Vorträge zur Kulturgeschichte des Orthodoxen Christentums 3, ISSN 1618-7555).
- Wilhelm Nyssen, Hans-Joachim Schulz, Paul Wiertz (Hrsg.): Handbuch der Ostkirchenkunde. 3 Bände. Patmos-Verlag, Düsseldorf 1984–1997, ISBN 3-491-77476-4.
- 100 Jahre Ostkirchenkunde an der Universität Freiburg = 100 ans de recherches et d’enseignement sur les Églises orientales à l’Université de Fribourg. Inst. d’Etudes Oecuméniques, Freiburg 2000, (Repères oecuméniques = Ökumenische Wegzeichen 3, ZDB-ID 2141133-5).
- Karl Pinggéra: Ein Jahrhundert Ostkirchenkunde. Aufstieg und Niedergang einer theologischen Disziplin. In: Osteuropa 63 (2013), Heft 2–3, S. 103ff.

### Zeitschriften (Auswahl)
- Al-Machriq. Revue catholique orientale (Université Saint Joseph Beirut)
- Der christliche Osten (Würzburg)
- Christian Orient (Kottayam, Indien)
- Irénikon. Revue des Moines de Chevetogne
- Kyrios. Vierteljahresschrift für Kirchen- und Geistesgeschichte Osteuropas (Berlin-Grunewald, 1936–1974)
- Orthodoxes Forum (München)
- Ostkirchliche Studien (Würzburg)
- Religion und Gesellschaft in Ost und West (früher: Glaube in der 2. Welt)
- The Journal of Eastern Christian Studies (Nijmegen)
- The Eastern churches quarterly (Ramsgate)